# Neostílusok
A neostílusok az építészetben olyan vizuális stílusok alkalmazása, amelyek tudatosan visszhangozzák egy korábbi építészeti korszak stílusát. 

## Jellemzői
Legelőször a neogótikus építészet bontakozott ki, amely a 18. század közepén jelent meg Angliában. Ezután sorra felelevenítették a barokk, a romanika és a reneszánsz elemeit, így jöttek létre a neoromán, neoreneszánsz, neobarokk, neoklasszicista és egyéb stílusok. Nyugat-Európában a neostílusokból hamar kibontakozott az azokat keverő az eklektika. Magyarországon a neostílusok (és az eklektikus törekvések) főként  a historizmus korszakától a második világháború végéig érvényesültek.
A 19. század közepétől bizonyos mértékben az építészetre és az iparművészetre is jellemző volt a historizmus eme formája, főként a neobarokk.
A neostílusok két világháború közötti időben (1920-as, 1930-as évek) történő újraéledését neoeklektikának vagy újhistorizmusnak nevezik. A 20. század második felében előfordulására elszórtan vannak példák, amelyeket a neoeklektikus építészeti törekvések a 20. század második felétől szócikk mutat be.

## Mozgalmak
Vegyes

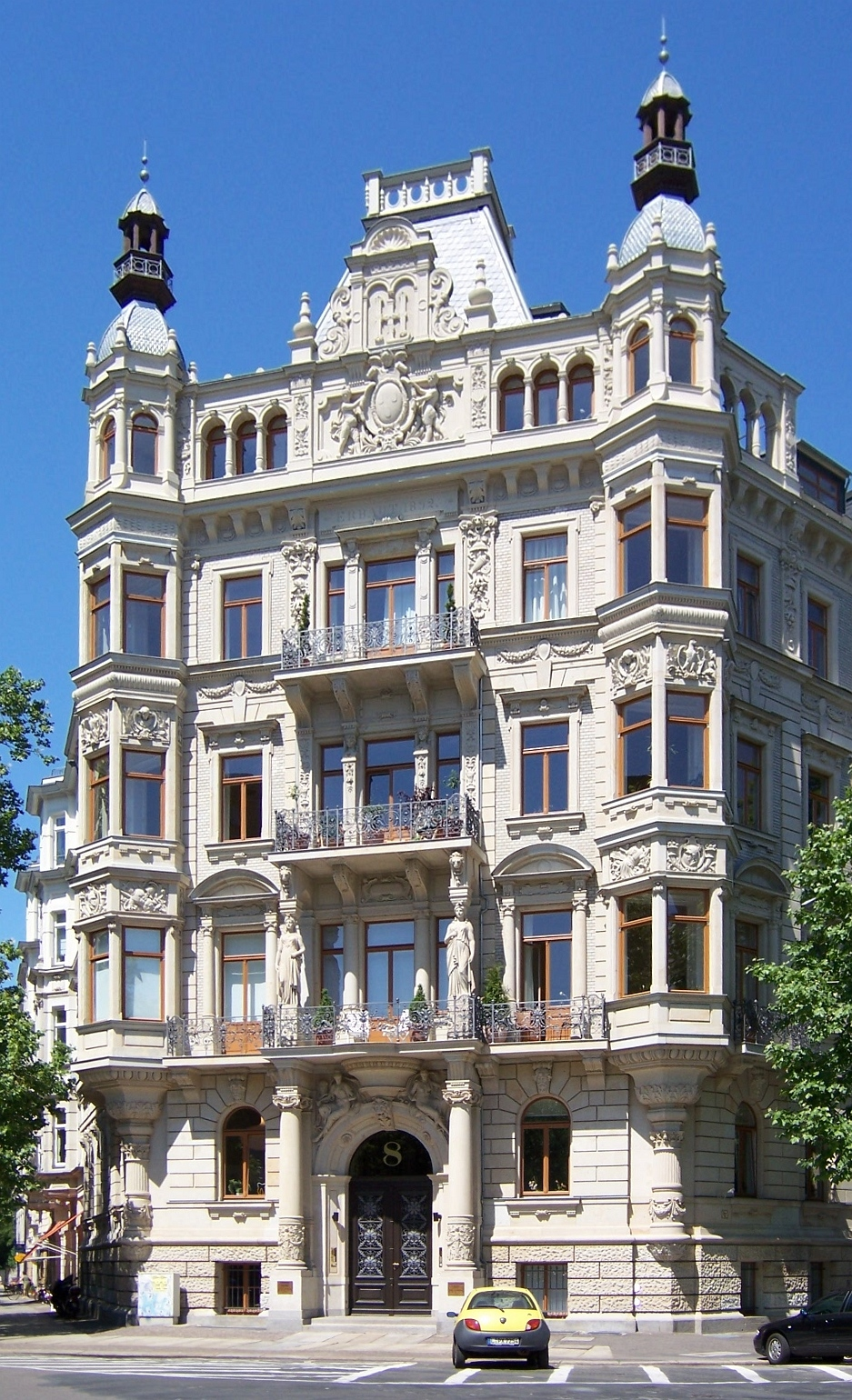
Tipikus historizáló ház: Arwed Roßbach Gründerzeit épülete Lipcsében, Németországban (épült 1892-ben)

- Eklektika – Különböző történelmi stílusok tudatos keverése
- Historizmus– vegyes újjáéledések, amelyek több régebbi stílust is tartalmazhatnak, új elemekkel kombinálva
- Indo-szaracén vagy neomogul építészet (az indiai építészet és az iszlám építészet újjáéledése)
- Mediterrán újjászülető (az olasz reneszánsz építészet és a spanyol barokk építészet újjáéledése)
- Neoklasszikus – gyűjtőfogalom a modern kor építészetére, a premodernizmus elveit követve
- Neoorosz – a 19. század második negyedében keletkezett orosz építészet számos különböző irányzatának általános elnevezése.
- Tradicionalista Iskola (wd) – különböző regionális hagyományos stílusok felelevenítése, a 20. század elejétől kezdődő nyugat-európai építészeti mozgalom Hollandiában, Skandináviában, Németországban stb.
- Vernakuláris építészet – a korszakokon át folytatódó regionális építészeti hagyományok gyűjtőfogalma, a megújuló építészetben is használt

Ókori eredetű újjászületés

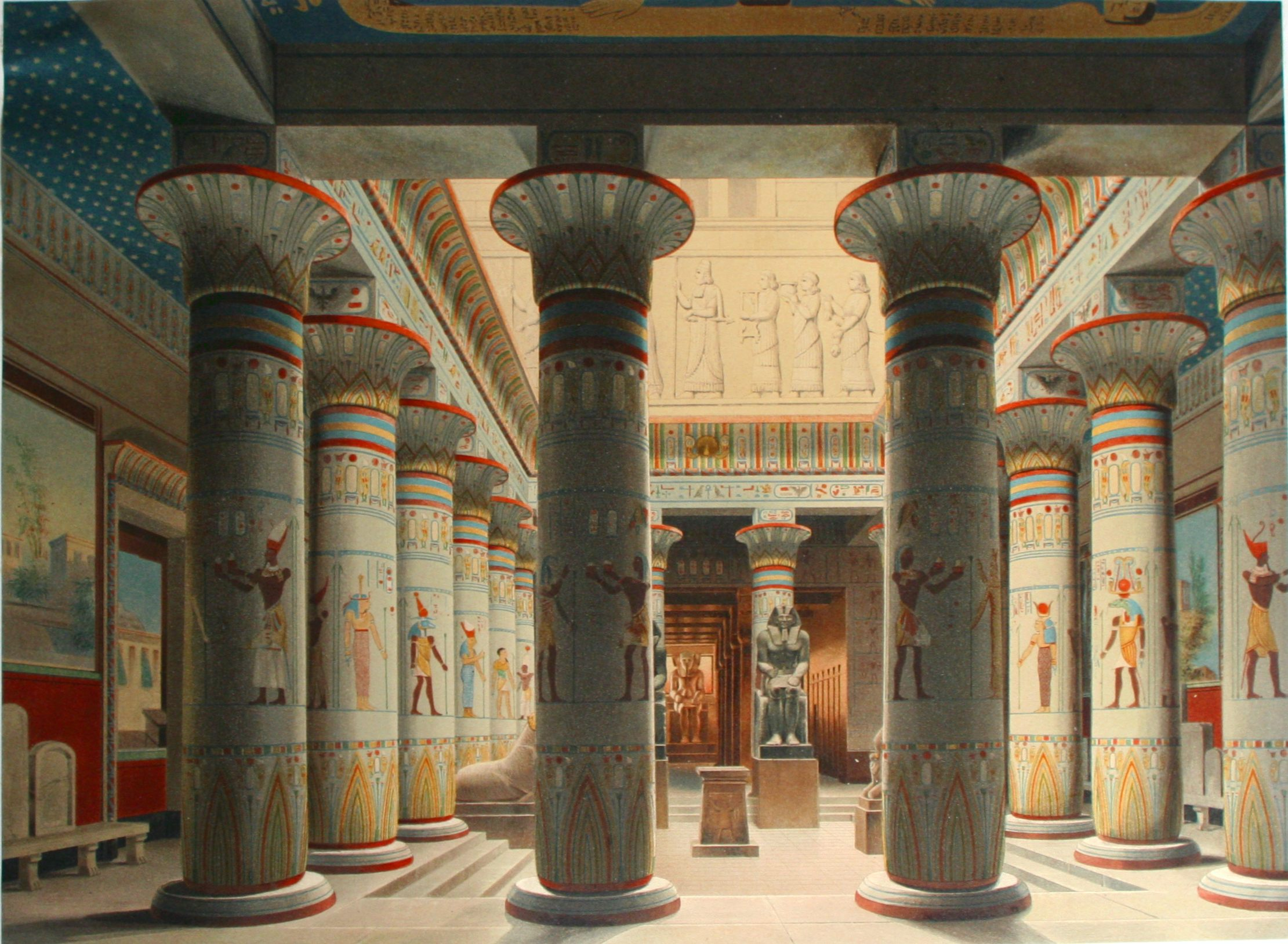
Neues Museum (Berlin) Egyiptomi Udvara a 19. században, amely az újegyiptomi stílusban épült

- Neoegyiptomi (az ókori egyiptomi építészet újjáéledése)
- Mükénei újjászületés építészete (a mükénéi görög építészet újjáéledése)
- Reneszánsz építészet (nem számít a neostílusok közé, de az ókori klasszikus építészet korábbi újjáéledése)
- Neoklasszikus építészet (az ókori klasszikus építészet későbbi újjáéledése)
  - Palladianizmus
  - XVI. Lajos-stílus
  - Szövetségi stílus (Federal-style architecture, USA)
  - Jefferson stílus (USA)
  - Empire stílus
  - Regency stílus (UK)
  - Beaux-Arts stílus (A francia neoklasszicizmus elveire támaszkodott, de reneszánsz és barokk elemeket is tartalmazott)
  - Orosz neoklasszikus újjászületés
- Neogörög (az ókori görög építészet újjáéledései)

Középkori eredetű újjászületés

- Neobizánci építészet  (a bizánci építészet újjáéledése)
  - Bristol bizánci
  - Orosz-bizánci építészet
  - Romániai újjászületés (Brâncoveanu )
  - Szerb-bizánci újjászületés
- Neoromán építészet (a román építészet újjáéledése)
  - Román stílusú újjászületés az Egyesült Királyságban
  - Richardson-román
- Neogótika (a gótikus építészet újjáéledése)
  - Ácsgótika
  - Skót bárói stílusú építészet
  - Neo-Mánuel (a Mánuel stílus újraélesztése)
- Neomór építészet (a mór építészet újjáéledése)
  - Neomudéjar
- Neo-Tudor építészet (a Tudor-stílus újjáélesztése)
  - Black White Revival

Reneszánsz újjászületés

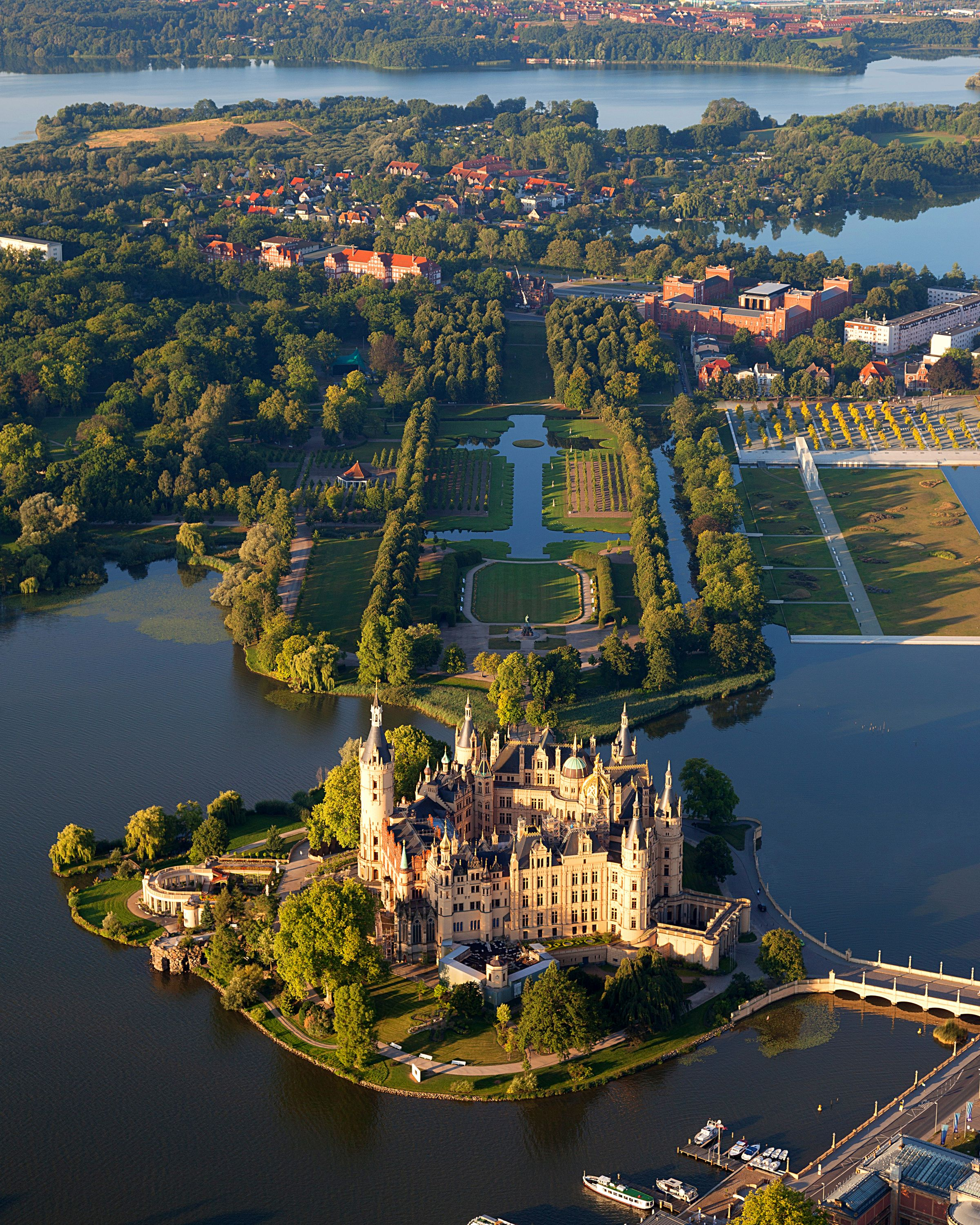
Schwerin-palota, Mecklenburg hercegi székhelye. Németország egyik pompázatos neoreneszánsz építménye 1857-ben épült.

- Neoreneszánsz (a reneszánsz építészet újjáéledése)
  - Italizáló építészet
  - Palazzo stílusú építészet – újjáéledés az olasz Palazzo alapján
  - Mediterrán újjászülető építészet (az olasz és a spanyol reneszánsz építészet újjáéledése)
  - Palladián újjászülető építészet (a palladianizmus újjáéledése)
  - Châteauesque (a francia reneszánsz építészet újjáéledése)
  - Jacobethan (az Egyesült Királyság Jakab-kori építészetének és az Erzsébet-kori építészetének újjáéledése)
  - Stile Umbertino (az olasz reneszánsz építészet újjáélesztése)
  - sztálini neoreneszánsz

Barokk újjászületése

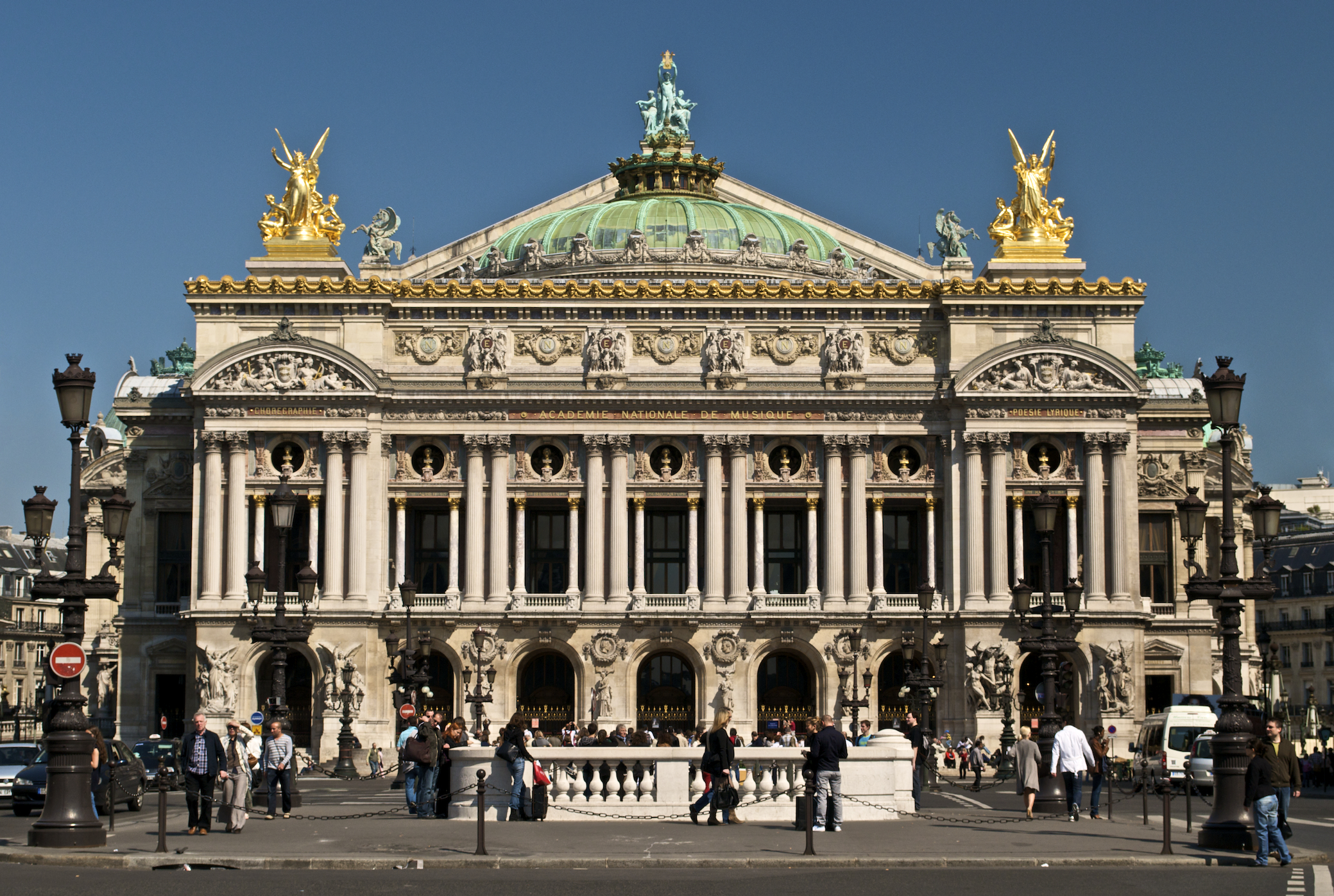
Operaház, Párizs (Palais Garnier), Charles Garnier, 1861-1875

- Neobarokk (a barokk építészet újjáéledése)
  - A holland újjászületés építészete (a holland barokk építészet újjáéledése)
  - Spanyol neobarokk (a spanyol barokk építészet újjáéledése)
  - Edward-kori barokk építészet
  - angol barokk (wd)
  - Churriguereszk stílus (a churrigueresque és a mexikói barokk újjáéledése)

Egyéb újjászülető

- Neo Art Deco (az Art Deco építészet újjáélesztése)
- Cape Cod Revival
- A holland gyarmati újjászületés építészete (a holland gyarmati építészet újjáélesztése)
- Georgian Revival építészet (a grúz építészet újjáéledése)
  - Gyarmati újjászülető építészet (az amerikai gyarmati építészet újjáélesztése)
- Neo-Maja építészet (a maja építészet újjáéledése)
- Pueblo Revival Style építészet (a puebloi hagyományos építészet újjáélesztése)
- Spanyol gyarmati újjászületés építészet (a spanyol gyarmati építészet újjáéledése)
  - Mission Revival Style architektúra ( a kaliforniai missziók építészetének újjáélesztése)